# Faust (film 1926)
Faust (niem. Faust – eine deutsche Volkssage) – czarno-biały niemy film wyprodukowany w Niemczech w 1926 roku, w reżyserii Friedricha Wilhelma Murnaua. Film powstał na motywach dramatu Faust Johanna Wolfganga von Goethego, sztuki Tragiczna historia doktora Fausta Christophera Marlowa oraz niemieckich podań i legend. Film jest jednym z największych osiągnięć niemieckiego kina niemego.

## Fabuła
Film podzielony jest na dwie części. Pierwsza odzwierciedla podania ludowe – Archanioł Michał (Werner Fuetterer) i Mefistofeles (Emil Jannings) zawierają pakt, zgodnie z którym diabeł zdobędzie władzę nad ziemią, jeśli uda mu się zdobyć duszę uczonego Fausta (Gösta Ekman) i zniszczyć w nim wszystko to co boskie. Diabeł zsyła na miasto, w którym mieszka Faust, epidemię dżumy.
Umiejętności alchemika ani jego modlitwy nie są w stanie powstrzymać choroby i śmierci. Zniechęcony Faust rzuca swoje książki alchemiczne do ognia, a potem także Biblię. Otwiera księgę, w której opisane jest, jak zawrzeć pakt z diabłem, aby zyskać moc. Udaje się na rozdroże, zgodnie z opisaną procedurą wywołuje siły zła. Pojawia się Mefistofeles i zawiera z alchemikiem pakt, że będzie mu służył 24 godziny, dopóki piasek nie przesypie się w klepsydrze. Wtedy pakt zostanie unieważniony. Początkowo Faust wykorzystuje swoją nową moc, aby pomóc chorym mieszkańcom, ale unikają go, gdy dowiadują się, że nie może stawić czoła krzyżowi. Zawiera więc z diabłem nowy pakt. W zamian za nieśmiertelną duszę Mefistofeles proponuje mu obdarzenie go wieczną młodością. Perspektywa ta urzekła Fausta i zaprzedaje się Mefistofelesowi, korzystając do woli z wszystkich przyjemności.
W drugiej części, wiernej fabule sztuki Goethego, na główny plan wybija się dramat Małgorzaty (Camilla Horn). Faust uwodzi młodą, niewinną dziewczynę. Diabeł budzi matkę, która wchodzi do pokoju córki i widząc ją z kochankiem pada martwa. Mefistofeles podżega jej brata Valentina (William Dieterle), by pobiegł do domu i schwytał kochanka. Dochodzi do pojedynku z Faustem, w którym Valentin ginie. Małgorzata rodzi dziecko Fausta. Błąkając się w zamieci śnieżnej ma wizję ciepłej kołyski i kładzie swoje dziecko na śniegu, niemowlę umiera z wyziębienia. Skazana za dzieciobójstwo umiera na stosie. Razem z nią umiera, który rzuca się w ogień aby być z ukochaną.
Dzieło Murnaua było pierwszą tak dużą produkcją berlińskiego studia UFA. Perfekcjonista Murnau wykorzystał ówczesne techniki filmowe nadając im nowy wymiar. Za pomocą światła i cieni stworzył plan magicznej rzeczywistości z legend ludowych i  dramatu Goethego. Faust był ostatnim filmem Murnaua, który nakręcił w Niemczech.

## Obsada
- Gösta Ekman jako Faust
- Emil Jannings jako Mefistofeles
- Camilla Horn jako Małgorzata
- Frida Richard jako matka Małgorzaty
- William Dieterle jako Valentin, brat Małgorzaty
- Yvette Guilbert jako Marta Schwerdtlein, ciotka Małgorzaty
- Eric Barclay jako książę Parmy
- Hanna Ralph jako księżna Parmy
- Werner Fuetterer jako Archanioł Michał
- Hans Brausewetter jako parobek
- Lothar Müthel jako mnich
- Hans Rameau
- Hertha von Walther
- Emmy Wyda